# Réchicourt-la-Petite
Réchicourt-la-Petite é uma comuna francesa na região administrativa de Grande Leste, no departamento de Meurthe-et-Moselle. Estende-se por uma área de 5,5 km². Em 2010 a comuna tinha 65 habitantes (densidade: 11,8 hab./km²).